# (35168) 1993 RS14
1993 RS14 (asteroide 35168) é um asteroide da cintura principal. Possui uma excentricidade de 0.21391530 e uma inclinação de 1.79130º.
Este asteroide foi descoberto no dia 15 de setembro de 1993 por Eric Walter Elst em La Silla.